# Стоянка неандертальцев Крапина
Стоянка неандертальцев Крапина, также известная как холм Хушняково (хорв. Hušnjakovo brdo), — палеолитический археологический памятник, расположенный недалеко от Крапины, Хорватия. Является крупнейшим известным захоронением человеческих останков и предметов материальной культуры периода верхнего плейстоцена. Обнаружена на рубеже XIX и XX веков Драгутином Горьянович-Крамбергером.

## История раскопок
Драгутин Горьянович-Крамбергер проводил раскопки между 1899 и 1905 годами и впоследствии опубликовал две монографии, которые стали первыми публикациями о найденных скелетах неандертальцах. Место раскопок находится в пещере, расположенной на скале из песчаника с видом на реку Крапиница в Хрватско Загорье.
Установлено, что возраст стоянки составляет около 120-130 тыс. лет.   

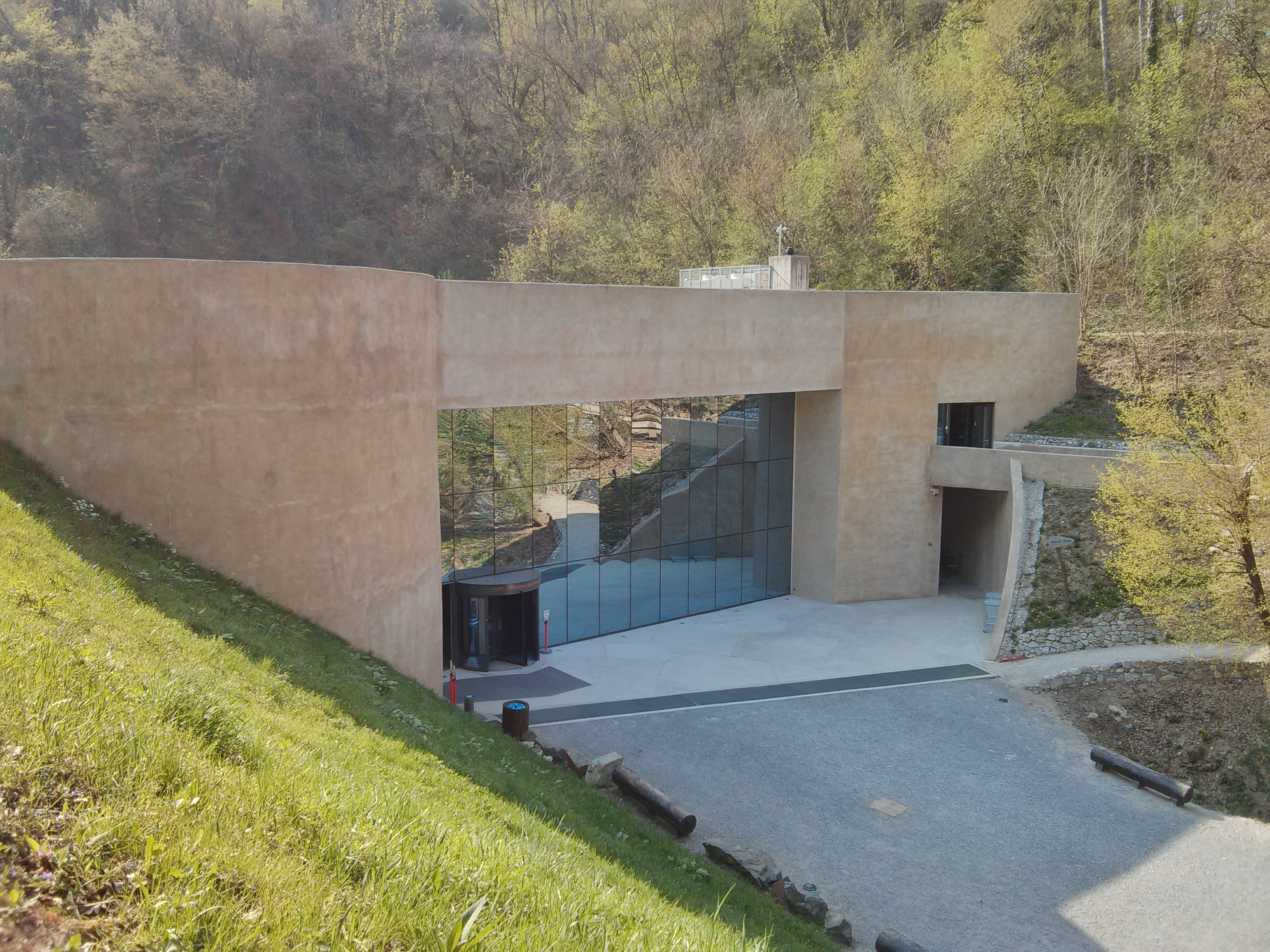
Музей крапинских неандертальцев

## Материальная культура
За столетие исследований  был обнаружен 1191 каменный артефакт на десяти геологических уровнях. Каменные орудия наиболее распространены на уровнях 3 и 8, на которых также были обнаружены окаменелости гоминидов.
Согласно типологии среднего палеолита, предложенной Франсуа Бордом, крапинский  комплекс относится к мустьерскому периоду. Среди найденных орудий преобладают скребки, составляющие более половины всех находок. Находки верхнего палеолита редки, как и леваллуазские заготовки. В производстве каменных орудий использовались шесть типов горных пород: вулканический туф, окремненный туф, кремни, кварцевые агрегаты, опалы или халцедоны и породы эффузивного происхождения. Чаще всего использовались туфы и окварцованные туфы (65%), а кремни составляют ~23% артефактов.

## Гипотезы о ритуалах

### Каннибализм и захоронения
Горьянович-Крамбергер был первым, кто предположил возможное существование каннибализма среди крапинских неандертальцев. Это предположение он основывал на трех факторах: смешивании останков животных и человека, переломе длинных костей (чтобы получить доступ к костному мозгу) и том факте, что ни один череп не был найден в неповрежденном состоянии. Идея возможного каннибализма была поддержана рядом последующих учёных, таких как Мирко Малез, Х. Ульрих и К. Томич Карлович
Чрезвычайная фрагментация, а также случайные следы горения и черепные фрагменты позволили предположить, что крапинские неандертальцы практиковали каннибализм. Следы  расщеплений на фрагментах большеберцовой кости, открытые костномозговые каналы в плечевой, лучевой, локтевой и бедренной костях указывают на извлечение костного мозга. Кроме того, характер переломов и следы ударов на фрагментах черепа указывают на прижизненный пролом черепа для извлечения мозга.
Другие ученые считали, что повреждения костей были результатом вторичного захоронения или других ритуальных действий, которые могли включать каннибализм. Фактически, надрезы на некоторых людях не соответствуют ни снятию скальпа, ни каннибализму, ни снятию кожи, ни какой-либо другой посмертной деятельности. Возможно, они были результатом символической маркировки в рамках пока неизвестного неандертальского ритуала. Таким образом, вопрос о том, занимались ли неандертальцы Крапины каннибализмом, остается открытым.

### Уход за ранеными
На останках 11 человек имелись следы травм, которые зажили при жизни, что было бы невозможно без заботы сообщества.

### Украшения

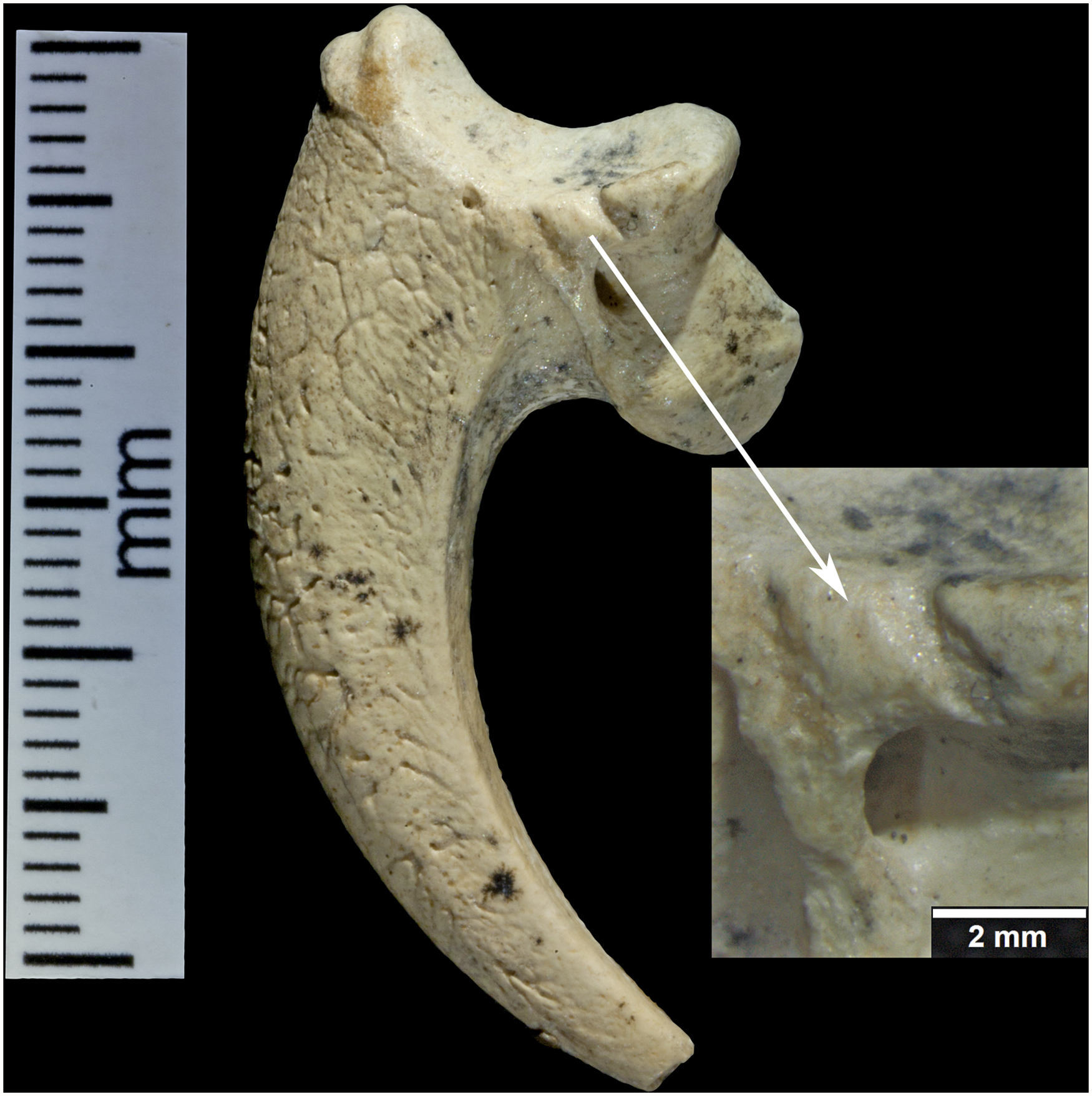
Когти орлана-белохвоста из Крапины

Были найдены восемь когтей орлана-белохвоста и одна фаланга стопы, датированные по уран-ториевому методу возрастом 130 000 лет назад. Все они содержат признаки модификации медиального и латерального краев в виде порезов, насечек и полировки. У них нет просверленных отверстий, что позволяет предположить, что когти носили привязанными к их проксимальным краям. На поверхности обнаружены пигменты охры.
На том же участке удалось обнаружить остатки двадцати девяти различных видов птиц, большинство из которых составляли орлы и совы.
Существует мнение, что перья птиц могли использоваться в декоративных целях, или иметь символическое значение. На такое предположение наводят найденные в ходе археологических раскопок кости крыльев неких птиц, которые были аккуратно отделены каменными орудиями. Сторонники этой версии аргументируют ее тем, что такие кости принадлежат к малосъедобным частям крыла, и, следовательно, обрабатывали их не для употребления в пищу, а ради перьев, которые, возможно, применялись в декоративных целях.

## Скелетные останки
В песчаных отложениях пещеры было обнаружено около девятисот останков окаменевших человеческих костей – ископаемые останки принадлежали нескольким десяткам разных особей разного пола в возрасте от 2 до 40 лет. По мнению антрополога Герберта Ульриха, подсчет минимального числа особей (MNI minimum number of individuals) для Крапины вызывает большие затруднения из-за фрагментарности и трещиноватости костей, а также неполных данных о точном стратиграфическом расположении большинства фрагментов. Большинство человеческих останков Крапины представляют собой расколотые и разбросанные кости без каких-либо связанных элементов: нет нижней челюсти с соответствующим черепом, нет бедренной кости с соответствующей большеберцовой костью, нет плечевой кости с соответствующей локтевой костью и т. д. Приблизительный MNI  изменяется от 10 до 75-82 , но наиболее достоверная минимальная опубликованная численность особей составляет 23–35.
Некоторые учёные полагают, что представлено около 80 особей, а найденные  окаменелости были накоплены за относительно короткий период времени — 130 тысяч лет назад. Другие оценивают количество особей всего в 27 человек.
Останки неандертальцев Крапины представляют собой самую большую и наиболее полную известную коллекцию гоминид, причем  найдены почти все части человеческого скелета.

### Черепа
Около 80 особей представлены черепно-зубными остатками. На основании реконструкции фрагментированных останков посредством 3D-моделирования средняя емкость черепа была установлена в пределах 1326–1359 гг. см 3, что несколько больше, чем у современного человека.  Также были обнаружены черепные останки нескольких детей, реконструкция которых показывает, что крапинские неандертальцы демонстрируют тот же образец вторичной альтрициальности, что и современные люди, хотя у них была меньшая скорость роста мозга. Крапинские неандертальцы имеют морфологию затылочной кости, общую для большинства других неандертальцев.

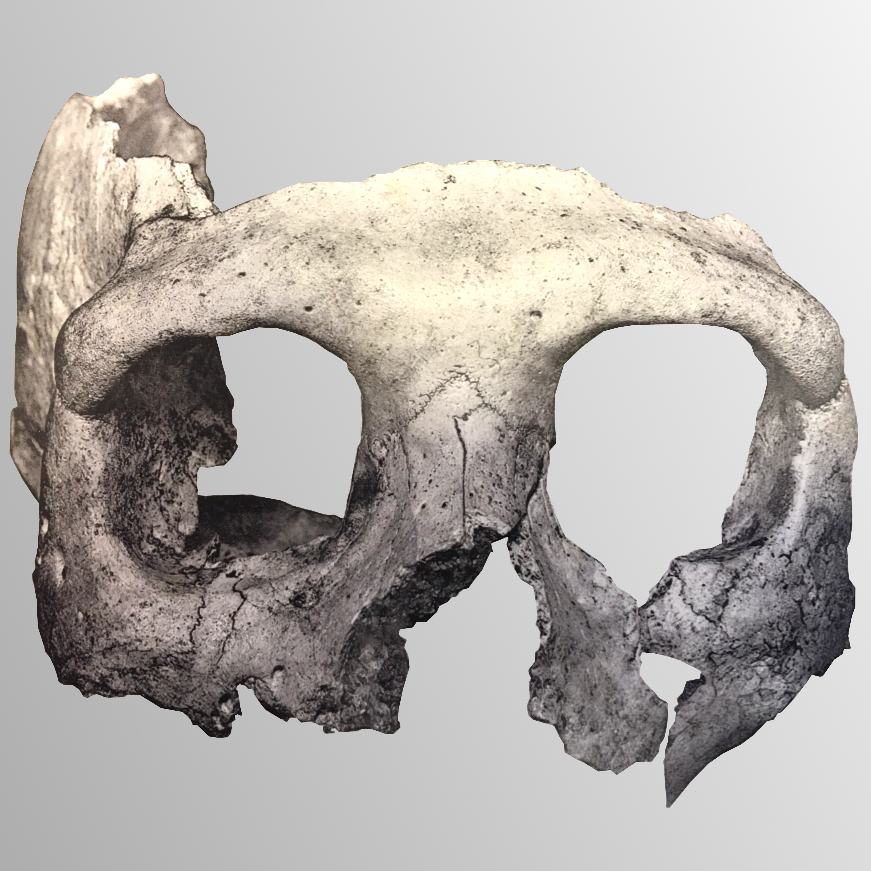
Крапина 3 -- череп раннего неандертальца

Объем улиткового лабиринта был успешно реконструирован и у крапинских неандертальцев. Сила слуха аналогична той, что встречается у современных людей, что позволяет предположить, что крапинские неандертальцы также имели схожий с ними диапазон слышимых частот.

### Позвоночник
Среди крапинского неандертальца найдены три образца первого шейного позвонка. Два из трех образцов представляют анатомические вариации, отличающиеся от анатомии современного человека. Распространенность различных анатомических вариантов у гоминид связана с рядом заболеваний, низким генетическим разнообразием и инбридингом.

### Зубы
Некоторые передние зубы неандертальцев имеют следы необычного и чрезмерного сильного износа, что обычно указывает на непищевое использование зубов. Наиболее распространенным объяснением такого износа зубов является сценарий, согласно которому зубы используются как «третья рука» для захвата материалов, требующих дополнительной обработки инструментами. Примерами такого использования являются подготовка шкур животных, плетение корзин, смягчение древесины, а также производство инструментов. Сколы, обнаруженные как на передних, так и на задних зубах, еще раз подтверждают теорию о том, что крапинские неандертальцы использовали свои зубы для нежевательных задач.
Образец КДП 20 (Krapina Dental Person 20), представлен четырьмя зубами нижней челюсти. На всех четырех зубах имеются различные следы бороздок и царапин на эмали, что означает, что неандерталец пытался облегчить зубную боль механическими средствами.